# Strâmtoarea Zanzibar
Strâmtoarea Zanzibar este o strâmtoare care desparte Unguja de Tanzania propriu-zisă. Strâmtoarea are o lungime de 120 de kilometri și o lățime care variază între 29 și 37 de kilometri.